# Aspidopterys oligoneura
Aspidopterys oligoneura är en tvåhjärtbladig växtart som beskrevs av Merrill. Aspidopterys oligoneura ingår i släktet Aspidopterys och familjen Malpighiaceae. Inga underarter finns listade i Catalogue of Life.